# おにぎり (テレビドラマ)
『おにぎり』は、1966年10月17日から1967年4月10日まで日本テレビ系列局で放送されていた日本テレビ製作のテレビドラマである。ハウス食品工業（現・ハウス食品）の一社提供。全26話。放送時間は毎週月曜 21:30 - 22:00 （日本標準時）。

## 概要
秋宮市という田舎町で「きくむら」というおにぎり屋を営む一家と、その近所にあるバー「ポッポ」の関係者たち、そしてその二つの店の常連客を交えて展開する人間模様を中心に描いたホームドラマ。
前作『ママとおふくろ』から引き続き淡島千景を主演女優に起用していたが、スポンサーは前作とは異なり、それまで月曜19:00枠の『オーイわーいチチチ』を提供していたハウスがスポンサーに付いていた。なお現状では、本作が日本テレビ最後のハウス一社提供番組となっている。

## 出演者
- 菊村節子：淡島千景
- 三上：西郷輝彦
- 菊村洋子（長女）：広瀬みさ
- 菊村伸子（次女）：小橋玲子
- 菊村大介（長男）：永井秀和
- 三条保隆：山田吾一
- 染谷良江：嘉手納清美
- 伊藤治子：芳村真理
- 竹さん：バーブ佐竹
- 工藤堅太郎
- 英太郎
- 山茶花究
- 古屋えり
- 寺田農
- 池部良
- ほか

## スタッフ
- 脚本：布勢博一
- 演出：池田義一
- 制作：日本テレビ

## 放送日程
| 話数 | 放送日          | サブタイトル             | ゲスト出演者       |
| ---- | --------------- | ------------------------ | ------------------ |
| 1    | 1966年 10月17日 | お寝坊さん               | 南道郎             |
| 2    | 10月24日        | 非教育ママ               |                    |
| 3    | 10月31日        | 誘惑                     |                    |
| 4    | 11月7日         | オオカミが来たよ         |                    |
| 5    | 11月14日        | 負けてたまるか           |                    |
| 6    | 11月21日        | くい違い                 |                    |
| 7    | 11月28日        | 東京の人                 |                    |
| 8    | 12月5日         | 友情                     | 西尾三枝子         |
| 9    | 12月12日        | とんだ拾いもの           |                    |
| 10   | 12月19日        | あの手、この手           |                    |
| 11   | 12月26日        | 雪の降る夜は             |                    |
| 12   | 1967年 1月2日   | 仲直り                   | 清川虹子、島かおり |
| 13   | 1月9日          | 初恋の人                 |                    |
| 14   | 1月16日         | 星が云ったよ             |                    |
| 15   | 1月23日         | 東京の風                 |                    |
| 16   | 1月30日         | 誰かが誰かを愛してる     |                    |
| 17   | 2月6日          | いつか幸せが             |                    |
| 18   | 2月13日         | もうすぐ春が…            | 吉田秀成、飯田蝶子 |
| 19   | 2月20日         | 恋のうらみは             | 吉田秀成、飯田蝶子 |
| 20   | 2月27日         | お父さんみたいな人       | 吉田秀成           |
| 21   | 3月6日          | サルカニ合戦             |                    |
| 22   | 3月13日         | 山のあなたの空遠く       |                    |
| 23   | 3月20日         | 本当にそうならうれしいね |                    |
| 24   | 3月27日         | 男が泣いて女が笑う時     |                    |
| 25   | 4月3日          | その嘘ほんと？           |                    |
| 26   | 4月10日         | しあわせの足音           |                    |